# Dilophus tersus
Dilophus tersus är en tvåvingeart som beskrevs av Hardy 1982. Dilophus tersus ingår i släktet Dilophus och familjen hårmyggor. Inga underarter finns listade i Catalogue of Life.